# Mark Karpelès
Mark Marie Robert Karpelès (geboren am 1. Juni 1985), auch bekannt unter seinem Online-Pseudonym MagicalTux, ist der ehemalige CEO der Bitcoin-Börse Mt. Gox. Unter seiner Leitung war Mt. Gox die weltweit größte Bitcoin-Börse und wickelte auf ihrem Höhepunkt über 70 % aller Bitcoin-Transaktionen ab. Geboren in Frankreich, zog er 2009 nach Japan.

## Frühes Leben und Ausbildung
Geboren in Chenôve, Frankreich, ist er das Kind von Anne-Robert Karpelès, einer Geologin. Er wuchs in Dijon auf. Zwischen 1995 und 2000 wurde er am Collège Prieuré de Binson in Châtillon-sur-Marne, nahe Dormans, unterrichtet. Danach verbrachte er ein Jahr am Lycée Claude Bernard in Paris, bevor er 2003 seine Ausbildung am Lycée Louis Armand in Paris abschloss.

## Karriere
Karpelès begann seine Karriere als PHP-Entwickler. Laut Karpelès' LinkedIn-Seite arbeitete er von 2003 bis 2005 bei Linux Cyberjoueurs als Softwareentwickler und Netzwerkadministrator.
Im Jahr 2009 gründete Karpelès die Tibanne Co. Ltd., einen in Japan ansässigen Technologieanbieter im Bitcoin-Bereich, wo er als CEO tätig war. Er war Gründungsmitglied der 2012 ins Leben gerufenen Bitcoin Foundation, die sich zum Ziel gesetzt hat, Bitcoin zu standardisieren und zu fördern, und war bis Februar 2014 Mitglied des Vorstands.
Karpelès erwarb die Mt. Gox Bitcoin-Börse im Jahr 2011 von Programmierer Jed McCaleb, welche später in Tokio eingetragen wurde, wobei der ursprüngliche Besitzer 12 % der Anteile der neuen Firma erhielt. Mt. Gox meldete am 28. Februar 2014 in Japan Insolvenz an und im März 2014 nach Kapitel 15, Titel 11, des United States Code Insolvenz in den Vereinigten Staaten (Texas).
Im April 2014, nach dem Mt. Gox-Hack, der zu erheblichen Bitcoin-Verlusten führte, wurde Karpelès vom Financial Crimes Enforcement Network (FinCEN) des US-Finanzministeriums vorgeladen, um am 18. April 2014 in Washington, D.C. auszusagen. Die Anwälte von Mt. Gox reichten eine Gerichtserklärung ein, in der sie erklärten, dass Karpelès für diese Angelegenheit keine rechtliche Vertretung habe und daher nicht am ursprünglichen Termin erscheinen könne. Sie beantragten einen neuen Termin für seine Aussage, der auf den 5. Mai 2014 festgesetzt wurde.
Nach dem Zusammenbruch von Mt. Gox trat Karpelès im April 2018 als CTO in das Unternehmen London Trust Media ein, das hinter Freenode und Private Internet Access steht. Im November 2019 wurde Private Internet Access von Kape Technologies für 95,5 Millionen Dollar übernommen.
Im Jahr 2023 wurde Mark Karpelès zum Minister für Technologie für Joseon, einen virtuellen Nationalstaat, ernannt. In dieser Rolle ist Karpelès an der Überwachung technologischer Entwicklungen und Innovationen innerhalb der Jurisdiktion von Joseon beteiligt, die Wert auf Cyber-Souveränität und die Nutzung von Blockchain-Technologie legt.

## Gerichtsverfahren
Am 1. August 2015 wurde Mark Karpelès von der japanischen Polizei verhaftet. Er wurde verdächtigt, Daten zu den Kontoständen von Mt. Gox durch den Zugriff auf das Computersystem des Unternehmens verändert zu haben. Karpelès wurde im Juli 2016 gegen Kaution freigelassen, musste jedoch in Japan bleiben. Am 10. Juli 2017 plädierte er auf "nicht schuldig" wegen Unterschlagung und Datenmanipulation.
Am 14. März 2019 sprach das Bezirksgericht Tokio Mark Karpelès von den meisten Anklagepunkten in einem großen Bitcoin-Fall frei. Das Bezirksgericht Tokio befand Mark Karpelès nur in einem Fall der Datenmanipulation im Zusammenhang mit den Kontoständen von Mt. Gox für schuldig. Die Staatsanwaltschaft Tokio hatte Karpelès wegen einer Reihe von Anklagepunkten, darunter Unterschlagung und schwerer Vertrauensbruch, angeklagt und eine zehnjährige Haftstrafe gefordert. Das Bezirksgericht Tokio sprach Karpelès jedoch von allen anderen Anklagepunkten frei und verhängte eine Bewährungsstrafe für die Verurteilung wegen Fälschung.